# Tetraleurodes rugosus
Tetraleurodes rugosus là một loài côn trùng cánh nửa trong họ Aleyrodidae, phân họ Aleyrodinae.
Tetraleurodes rugosus được Corbett miêu tả khoa học đầu tiên năm 1926.